# Кравченко Єфрем Єфремович
Кра́вченко Єфре́м Єфре́мович (* 20 червня 1924, Дмитрушки Уманського району — † 1997) — український бібліограф і бібліотекознавець.

## З життєпису
Народився в селянській родині. Закінчив семирічку, поступив до Уманського технікуму механізації сільського господарства, встиг закінчити другий курс.
Переховувався від вивозу нацистами на примусові роботи у родичів, у червні 1943 його затримали поліцаї, вивезений у Саарбюккен на роботу в шахті.
Через два тижні втік з товаришем, ночами місяць пробиралися додому. В кінці липня їх затримали німці, допитували і тортурували. В серпні — у концтаборі Натцвейлер на каменоломні. В жовтні з іншими бранцями відправлений у Бухенвальд, працював в каменоломнях. В травні 1945 звільнений радянськими військами, шпиталізований, після того служив в лавах Радянської армії, працював слюсарем в Умані.

## Творчий шлях
1948 року закінчив спецкурс по бібліотечному відділенню Львівського технікуму культпросвітробітників.
З 1951 року працює у Львівській науковій бібліотеці — бібліограф, бібліотекар, старший редактором відділу бібліографії. Одночасно навчається, 1953 року закінчив Львівський університет. 1964 року закінчує вечірній університет марксизму-ленінізму.
З 1970 — вчений секретар бібліотеки, 1971 року закінчив аспірантуру.
Понад 30 років відпрацював у Львівській науковій бібліотеці ім. В. Стефаника АН України.
Є автором бібліографічних покажчиків, досліджував певні питання життя і творчості В. Гнатюка, Л. Мартовича, О. Маковея, М. Шашкевича, Т. Шевченка, І. Франка.
Деякі його роботи:
- 1962 — «Марко Черемшина: бібліографічний покажчик» — Кравченко, Семанюк Наталя Василівна, Аркадій Максимович Халімончук,
- «М. Шашкевич, І. Вагилевич, Я. Головацький» (1962, співавтор Михайло Гуменюк),
- 1963 — «Тимофій Бордуляк. 1863—1936. До 100-річчя з дня народження: бібліографічна пам'ятка», спільно з О. Д. Кізликом,
- 1968 — «Іван Савич Романченко: Бібліографічний покажчик творів» — спільно з М. Ф. Матвійчуком
- 1968 — «В світі мрій: Бесіда про науково-фантастичну літературу» — спільно з Кущем Олегом Павловичем,
- 1980 — «Олег Павлович Кущ: Бібліографічний покажчик».